# Jean Quiquampoix
Jean Quiquampoix (Parigi, 3 novembre 1995) è un tiratore a segno francese, vincitore di una medaglia d'argento ai Giochi olimpici di Rio de Janeiro 2016 e di una medaglia d'oro ai Giochi olimpici di Tokyo 2020 nella pistola 25 metri automatica.

## Palmarès
- Giochi olimpici

Rio de Janeiro 2016: argento nella pistola 25 metri automatica.
Tokyo 2020: oro nella pistola 25 metri automatica.